# Зурик
Зурик (на малтийски: Iż-Żurrieq) е град в южната част на Малта. Населението му е около 10 000 души (2014).
Разположен е на 111 метра надморска височина в южната част на остров Малта, на 1 километър североизточно от брега на Средиземно море и на 8 километра югозападно от столицата Валета. Първото споменаване на селището е от 1436 година.

## Известни личности
Родени в Зурик
- Кармену Вела (р. 1950), политик